# Anclado en mi corazón
Anclado en mi corazón ("Ancorato nel mio cuore") è il terzo album della cantante messicana Anahí, pubblicato dalla Paramúsica quando l'artista aveva ancora 14 anni, nel 1997.

## Tracce
1. Salsa Reggae (di salsa Reggae) – 5:04 - (Rubén Amado)
2. Anclado en mi corazón (Ancorato nel mio cuore) – 3:09 - (Rubén Amado)
3. Para Nada (Per Nulla) – 3:59 - (Rubén Amado, Juanjo Novaira)
4. Sexy (sexy) – 3:40 - (Rubén Amado, Juanjo Novaira)
5. A un Metro del Suelo (A un metro da terra) – 4:07 - (Rubén Amado)
6. Porción de Amor (Lotto di Amore) – 3:59 - (Rubén Amado, Juanjo Novaira)
7. Con los Brazos en Cruz (Con le braccia tese) – 3:10 - (Rubén Amado)
8. Química (chimica) – 3:23 - (Rubén Amado)
9. Escándalo (scandalo) – 3:30 - (Rubén Amado)
10. Salsa Reggae (Remix) (di salsa Reggae) – 7:43 - (Rubén Amado)
11. Anclado en Mi Corazón (Energy Mix Radio) (Ancorato nel mio cuore) – 4:10 - (Rubén Amado)